# Таємні задоволення
«Таємні задоволення» (ісп. Los placeres ocultos) — іспанський фільм-драма 1977 року, поставлений режисером Елоєм де ла Іглесіа.
«Таємні задоволення» вважається першим фільмом в іспанському кінематографі, який відкрито змальовую чоловічі гомосексуальні стосунки.

## Сюжет
Едуардо, 40-річний успішний банкір, прихований гей. Він красень, інтелігентний і розумний, але вимушений приховувати свою гомосексуальність через страх втратити хороше місце на роботі. Йому доводиться навідуватися в квартал, де стоять проститути і знімати собі хлопців. Одного разу Едуардо на вулиці біля університету випадково зустрічає молодого студента гетеросексуала Мігеля в якого закохується з першого погляду. Щоб завоювати цього хлопця він вистежує де той живе і посилає йому запрошення влаштуватися до нього у банк на роботу.
Едуардо влаштував Мігеля працювати в одну з філій свого банку, подарував мотоцикл, і незабаром хлопець вже стає помічником банкіра у нього вдома, друкуючи двома пальцями його незавершений роман. Усе це банкір робить, щоб спокусити Мігеля і добитися від нього сексу. Після того, як друзі Мігеля починають пліткувати про цю тісну дружбу, Едуардо вирішує відкрито признатися хлопцю у своїх почуттях. Первинний шок від цього зізнання у Мігеля пройшов досить швидко, а після того, як на вулиці його пограбував гомофоб, хлопець починає усвідомлювати, що Едуардо зовсім йому не байдужий і навіть знайомить його зі своєю подругою Кармен, але в їхнє життя втручаються інші.

## У ролях
| Симон Андреу   | ···· | Едуардо |
| Тоні Фуентес   | ···· | Мігель  |
| Чаро Лопес     | ···· | Роза    |
| Беатріс Россат | ···· | Кармен  |
| Херман Кобос   | ···· | Ігнасіо |

| Антоніо Коренсіа | ···· | Рауль             |
| Анхель Пардо     | ···· | Нес               |
| Антоніо Ірансо   | ···· | батько Кармен     |
| Антоніо Гамеро   | ···· | вуайєрист в парку |
| Ана Фарра        | ···· | мати Едуардо      |